# 김일수(소방공무원)

## 생애
김일수는 1962년 대한민국 전라북도 부안군에서 태어난 소방공무원이자 공공기관장이다. 그는 군산대학교에서 물리학을 전공하여 학사 학위를 취득한 뒤, 한양대학교에서 산업안전공학 석사 학위를 취득하였다. 이후 소방장학생으로 선발되어 1987년 인천광역시에서 지방소방교로 공직에 입문하면서 소방 분야에서의 경력을 시작하였다. 이 시기는 국내 소방 조직이 점차 국가적 대응 체계로 확대되던 시기로, 김일수는 초기부터 지방 소방 현장과 중앙 조직을 모두 경험하는 이력을 쌓아갔다.
초기에는 인천소방본부, 경기소방본부 등 광역자치단체의 소방조직에서 다양한 현장 업무를 담당하였으며, 이후 행정안전부(당시 행정자치부) 산하의 월드컵기획단에 파견되어 국가 행사의 안전 기획업무에 참여하였다.
중앙소방학교에서는 교관단장을 역임하며 소방 인력 양성과 교육 체계 정비에 기여하였다. 이후 전라북도 부안소방서장으로 부임하여 지역 소방 조직을 이끌었고, 이후에는 소방방재청 방호조사과장으로 재난 예방 및 조사 업무를 담당하였다.
이후 경기북부소방본부장으로 임명되어 북부 지역의 지형적 특성과 안보 상황을 고려한 대응체계를 구축하였고, 중앙119구조본부장으로 재직하며 전국의 대형 재난 구조작전을 지휘하는 업무를 수행하였다. 이후 소방청으로 자리를 옮겨 119구조구급국장을 역임하였다. 이어 중앙소방학교장으로 임명되어 소방공무원의 재교육, 신임교육, 정책연계 교육 등을 총괄하는 교육기관을 이끌었다.
2021년 4월에는 소방공무원의 최고위 직급인 소방정감으로 임명되었다. 그러나 이 인사는 명예 임용 성격이 강했고, 실제로는 곧바로 공직에서 퇴직하였다. 퇴직 이후에도 소방 관련 공공기관에서 활동을 이어가게 되었으며, 2021년 9월에는 한국소방산업기술원의 제4대 원장으로 취임하였다.
김일수는 원장 취임 직후 'K-소방산업'의 세계화와 안전한 사회 구축을 위한 기술기반 강화 정책을 표방하였다. 그는 기술원 내 연구개발 기능과 민간 제조업체에 대한 지원을 강화하고, 안전 사각지대 해소를 위한 솔루션을 확산시키는 데 집중하였다. 이와 함께 국내 인증 중심의 활동을 넘어 해외 인증체계 연계 및 국제 협력 확대를 강조하였으며, 실제로 우즈베키스탄 소방안전연구소와의 협력 추진, 아시아 국가들과의 기술 교류 등을 시도하였다.